# XPl (Inschrift)
XPl ist die Abkürzung einer Inschrift von Xerxes I. (X). Sie wurde in Persepolis (P) entdeckt und von der Wissenschaft mit einem Index (l) versehen. Die Inschrift liegt in altpersischer Sprache vor.

## Inhalt
„§1. Der große Gott (ist) Ahuramazda, der dieses Wundervolle erschaffen hat, das zu sehen ist, der das Glück erschaffen hat für den Menschen, der Geisteskraft und Tüchtigkeit auf Xerxes, den König, herniedergelassen hat.
§2. Es kündet Xerxes, der König: Nach dem Willen Ahuramazdas bin ich solcherart, daß ich dem Recht(en) freund bin, dem Unrecht(en) (aber) nicht freund bin.  Nicht (ist) mein Wunsch, daß der Schwache des Starken wegen unrecht (ungerecht) behandelt wird, (und) nicht (ist) dies mein Wunsch, daß der Starke des Schwachen wegen unrecht (ungerecht) behandelt wird.
§3. Was recht (ist), das (ist) mein Wunsch; dem Mann, der dem Trug anhängt, bin ich nicht freund; ich bin nicht heißblütig. Was auch immer mir im Streit wird, halte ich gar sehr in (meinem) Denken zurück; meiner selbst bin ich gar sehr mächtig.
§4. Der Mann, der kooperiert, gemäß der Zusammenarbeit – (so) umsorge ich ihn; der (aber) Schaden anrichtet, – gemäß dem (angerichteten) Schaden – so bestrafe ich ihn. Nicht (ist) mein Wunsch, daß ein Mann Schaden anrichte; erst recht (ist) dies nicht mein Wunsch: Wenn er Schaden anrichten sollte, werde er nicht bestraft.
§5. Was ein Mann über einen (anderen) Mann sagt, das überzeugt mich nicht, bis ich den Bericht (die Aussage) beider höre. 
§6. Was ein Mann vollbringt oder herbeischafft (beiträgt) nach seinen Kräften, durch das werde ich zufriedengestellt, und es (ist) sehr mein Wunsch; und ich bin wohlerfreut und schenke reichlich den loyalen Männern. Solcherart also (sind) mein Auffassungsvermögen und (meine) Entschlußkraft.
§7. Wenn du, was von mir getan (worden ist), siehst oder hörst, sowohl am Hofe wie auch im Felde, das (ist) meine Tüchtigkeit über das Denken und Auffassungsvermögen hinaus.
§8. Das (ist) ferner meine Tüchtigkeit, daß mein Körper kraftvoll ist (und) daß ich als Schlachtenkämpfer ein guter Schlachtenkämpfer bin. Mit einemmal stellt sich mein Auffassungsvermögen an seinen Platz, sei es daß ich einen Feind (vor mir) sehe  oder nicht sehe. Sowohl durch Auffassungsvermögen wie auch 
durch Entschlußkraft fühle ich mich gerade dann panischer Angst überlegen, wenn ich einen Feind (vor mir) sehe, wie wenn ich keinen (vor mir) sehe.
§9. Von überschäumender Rückschlagkraft bin ich sowohl mit (beiden) Händen wie auch mit (beiden) Füßen; als Reiter bin ich ein guter Reiter; als Bogenschütze bin ich ein guter Bogenschütze, sowohl zu Fuß wie auch zu Pferd; als Lanzenkämpfer bin ich ein guter Lanzenkämpfer, sowohl zu Fuß wie auch zu Pferd.
§10. Dies (sind) die Fähigkeiten, die Ahuramazda auf mich herniedergelassen hat, und ich war imstande sie zu tragen. Nach dem Willen Ahuramazdas, – 
was von mir getan (worden ist), habe ich dank dieser Fähigkeiten getan, die Ahuramazda auf mich herniedergelassen hat.
§11. Mich soll Ahuramazda schützen und, was von mir geschaffen (worden ist).“

## Beschreibung
Die einsprachige Inschrift XPl ist in zwei Versionen aus Kalkstein überliefert, die mit einem zusätzlichen Index unterschieden werden: XPla und XPlb. Der Text ist weitgehend mit den ersten 49 Zeilen der Inschrift von Dareios I. von Naqsch-e Rostam, DNb, identisch. Durch den besseren Zustand von XPl konnte DNb, die schwerer beschädigt ist, mehr oder weniger rekonstruiert werden.
Die Inschrift XPla wurde Anfang 1967 von einem Bauern gefunden, der mit seinem Traktor den Acker umpflügte. Der Acker befand sich etwa 2 km nordwestlich der Terrasse von Persepolis und etwa 100 m links neben der Straße in nördlicher Richtung, die von Schiras nach Isfahan führt. Dabei wurde möglicherweise eine Seite der Inschrift beschädigt. Beim Träger der Inschrift handelt es sich um einen quadratischen konvexen Kalkstein mit einer Seitenlänge von 53,5 cm und einer Dicke von 10 cm. Die Steintafel ist beidseitig mit 26 Zeilen und an der Ober- und der Unterkante mit je zwei Zeilen beschriftet, so dass die ganze Inschrift 56 Zeilen umfasst. Die Inschrift beginnt auf der beschädigten Seite, führt von der unteren Kante weiter auf die Rückseite und endet an der oberen Kante. Die Steintafel befindet sich im Museum von Persepolis. Die Inschrift wurde 1968 von Badr al-Zaman Gharib publiziert.
Die Inschrift XPlb wurde in den 30er Jahren des 20. Jahrhunderts im Bereich des sogenannten Frataraka-Tempels aus post-achämenidischer Zeit, ungefähr 300 m nordwestlich von der Terrasse von Persepolis, gefunden  und 1938 veröffentlicht. Es handelt sich um drei Bruchstücke. Das Fragment mit der archäologischen Objektnummer PF 416 enthält Ausschnitte der Zeilen 1–6 und der Zeilen 55–56. Es befindet sich im Museum des Institute for the Study of Ancient Cultures, West Asia & North Africa (ISAC) der University of Chicago und trägt die Museumsnummer A19350. Das Fragment mit der archäologischen Objektnummer PF 417 enthält Ausschnitte der Zeilen 1–4 und der Zeilen 52–56. Es befindet sich im Museum des ISAC und trägt die Museumsnummer A19351. Das Fragment mit der archäologischen Objektnummer PF 415 enthält Ausschnitte der Zeilen 11–16 und der Zeilen 39–46. Es befindet sich im Museum des ISAC und trägt die Museumsnummer A19349. Der Text wurde 1938 von Ernst Herzfeld publiziert. Er ordnete die Fragmente noch der Inschrift DNb zu. 1973 wurde sie von János Harmatta in XPl unbenannt. Die Zuordnung wird seither beibehalten.